# Believe (canción de Dima Bilan)

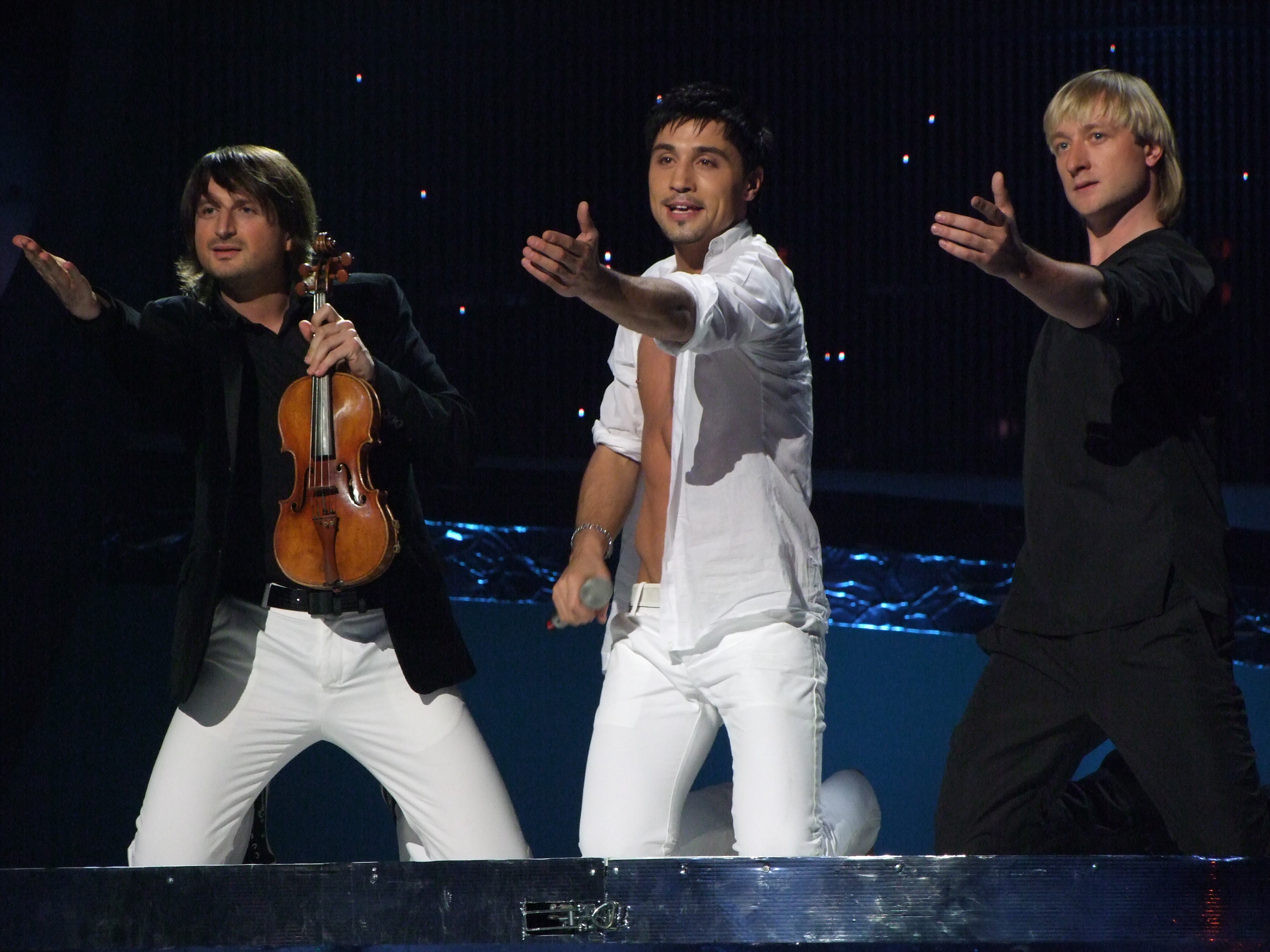
Dima Bilán, en el centro, interpretando Believe durante las semifinales de Eurovisión. A la izquierda de la fotografía se encuentra el violinista Edvin Marton y a la derecha de la fotografía el patinador ruso Evgeni Plushenko.

«Believe» (en español: «Creer») fue la canción que representó a Rusia en el Festival de la Canción de Eurovisión 2008, resultando la ganadora final. Fue cantada por Dima Bilán. La canción fue compuesta conjuntamente por Jim Beanz y Dima Bilán, y su letra es en inglés, aunque ha hecho versiones en otros idiomas, entre ellos el español. El 20 de mayo de 2008, Bilán cantó en la primera semifinal del Concurso, clasificándose para la final. 
En la actuación de Eurovisión, Dima Bilán cantó acompañado del medallista olímpico y tricampeón del mundo de patinaje artístico Evgeni Plushenko, que patinó en una pista de hielo artificial como parte de la puesta en escena, mientras el violinista húngaro Edvin Marton tocaba su violín Stradivarius.
La canción resultó ganadora del festival con un total de 272 puntos.

## Listas
| Lista (2008)                    | Mejor Posición |
| ------------------------------- | -------------- |
| Bélgica (Ultratop Flandes)      | 66             |
| Alemania (Media Control Charts) | 52             |
| Suecia (Sverigetopplistan)      | 28             |